# Buzice
Buzice (en allemand : Busitz) est une commune du district de Strakonice, dans la région de Bohême-du-Sud, en République tchèque. Sa population s'élevait à 175 habitants en 2020.

## Géographie
Březí se trouve à 12 km au nord-ouest de Blatná, à 29 km au nord-nord-ouest de Strakonice, à 78 km au nord-ouest de České Budějovice et à 79 km au sud-ouest de Prague.
La commune est limitée par Hvožďany au nord, par Bělčice à l'est, par Kocelovice au sud et par Předmíř à l'ouest.

## Histoire
La première mention écrite du village date de 1384.

## Transports
Par la route, Buzice se trouve à 4,3 km de Blatná, à 25 km de Strakonice, à 81,5 km de České Budějovice et à 118 km de Prague.